# The Boomtown Rats
A The Boomtown Rats 1975-ben, Dublin megyében alakult ír punk rock/alternatív metal/new wave zenekar. 1986-ban feloszlottak, de 2013 óta újból aktív a zenekar. Albumaikat az Ensign Records, Mulligan Records, Mercury Records kiadók jelentetik meg. Egyik leghíresebb daluknak az "I Don't Like Mondays" számít, amely az 1979-es clevelandi általános iskolai lövöldözésről szól. 2017-ben Bob Geldof, az együttes vezetője bejelentette, hogy 33 év után új nagylemezt fognak kiadni, és már dolgoznak rajta. Az album végül 2020-ban jelent meg, Citizens of Boomtown címmel.

## Tagok
- Bob Geldof – ének, gitár, harmonika (1975–1986, 2013–)
- Garry Roberts – gitár, vokál (1975–1986, 2013–)
- Pete Briquette – basszusgitár, billentyűk, vokál (1975–1986, 2013–)
- Simon Crowe – dobok, ütős hangszerek, vokál (1975–1986, 2013–)

## Korábbi tagok
- Gerry Cott - ritmusgitár, vokál (1975-1981)
- Johnnie Fingers - billentyűk, zongora, vokál (1975-1986)

## Diszkográfia
- The Boomtown Rats (1977)
- A Tonic for the Troops (1978)
- The Fine Art of Surfacing (1979)
- Mondo Bongo (1981)
- V Deep (1982)
- In the Long Grass (1984)
- Citizens of Boomtown (2020)[2]